# دنيس إس. ساندز
دنيس إس. ساندز (بالإنجليزية: Dennis S. Sands)‏ هو مهندس الصوت ومهندس أمريكي، ولد في القرن العشرين.

## وصلات خارجية
- دنيس إس. ساندز على موقع IMDb (الإنجليزية)
- دنيس إس. ساندز على موقع ميوزك برينز (الإنجليزية)
- دنيس إس. ساندز على موقع ديسكوغز (الإنجليزية)
- دنيس إس. ساندز على موقع قاعدة بيانات الفيلم (الإنجليزية)